# Čermigit
Čermigit je amonijev aluminijev sulfatni mineral s kemijsko formulo (NH4)Al(SO4)2•12H2O, ki spade med galune. Njegova tipska lokacija so Čermníky, Češka, kjer so ga odkrili leta 1853.

## Značilnosti
Čermigit kristalizira v kubičnem kristalnem sistemu v obliko oktaedričnih kristalov ali vlaknatih stolpičev. Lahko je tudi prašnat. Topen je v vodi. Njegova trdota po Mohsovi lestvici niha med 1,5 in 2. Je bel, bela je tudi njegova črta.
Po Strunzovi klasifikaciji mineralov je uvrščen v kategorijo "07.CC: Sulfati (selenati, itd.)  brez dodatnih anionov in s kristalno vezano vodo". Med sorodene minerale spadajo  krauzit, tamarugit, kalinit, mendozit, lonekrikit, kalijev galun, natrijev galun, lanmučangit, voltait, zinkov voltait, pertlikit, amonijev magnezijev voltait, kronkit, farinatrit, goldhit, löveit, blödit, nikljev blödit, čangoit, cinkov blödit, leonit, mereiterit, busingolit, cioanokroit, morit, pikromerit, polihalit, ligtonit, amarilit, konjait in vatevileit.
Številni vzorci tega minerala, ki se najdejo v prodajalnah mineralov, so običajno dobre kakovosti in so ustvarjeni z gojenjem v laboratoriju. Godovikovit je produkt dehidracije čermigita pri zgorevanju na deponijah premoga.

## Nahajališča
Čermigit je redek sekundarni mineral, ki nastaja v depozitih lignita in šote in bituminoznih skrilavcih. Nastaja tudi med zgorevanjem premoga, v opuščenih premogovniških rovih, geotermanih izvirih in fumarolah. Spremljajoči minerali so sadra, amonijev jarozit, epsomit, rostit, alunogen, busingolit, maskanit in voltait.